# الخليج الأحمر
الخليج الأحمر (بالإنجليزية: Red Bay)‏ قرية صيادين تقع على الخليج الأحمر ومنه اكتسبت اسمها وهي موقع سابق لعدة محطات صيد حيتان باسكية على الساحل الجنوبي للبرادو في مقاطعة نيوفاوندلاند واللابرادور، كندا. بين عامي 1530 وأوائل القرن السابع عشر، كان الخليج الأحمر منطقة صيد الحيتان الباسكية الرئيسية. يضم الموقع حُطام ثلاث سفن شراعية كبيرة عابرة للمحيطات من نوع الغليون وأربع مراكب تشالوبا أصغر حجماً كانت تُستخدم لصيد الحيتان، أدى اكتشاف حطام السفن الغارقة قبالة سواحل الخليج الأحمر إلى تحويل البلدة إلى أثمن مواقع الأثار البحرية الغارقة في أمريكا، صُنف الموقع كموقع تراث عالمي في يونية حزيران 2013 .

## الجغرافيا
الخليج الأحمر ميناء طبيعي يكتسب اسمه من صخور الغرانيت الحمراء التي تشكل الجروف الصخرية للمنطقة. أُستخدم الميناء خلال الحرب العالمية الثانية كمرسى للسفن الحربية. توجد في الخليج جزيرتان هما جزيرة باني وجزيرة سادل اللتان كانتا تستخدامن من قبل الصيدايين الباسكيين الأسبان في عمليات صيد الحيتان. يقع حُطام السفينة التأريخية الغارقة سان جوان قرب جزيرة سادل.

## التأريخ

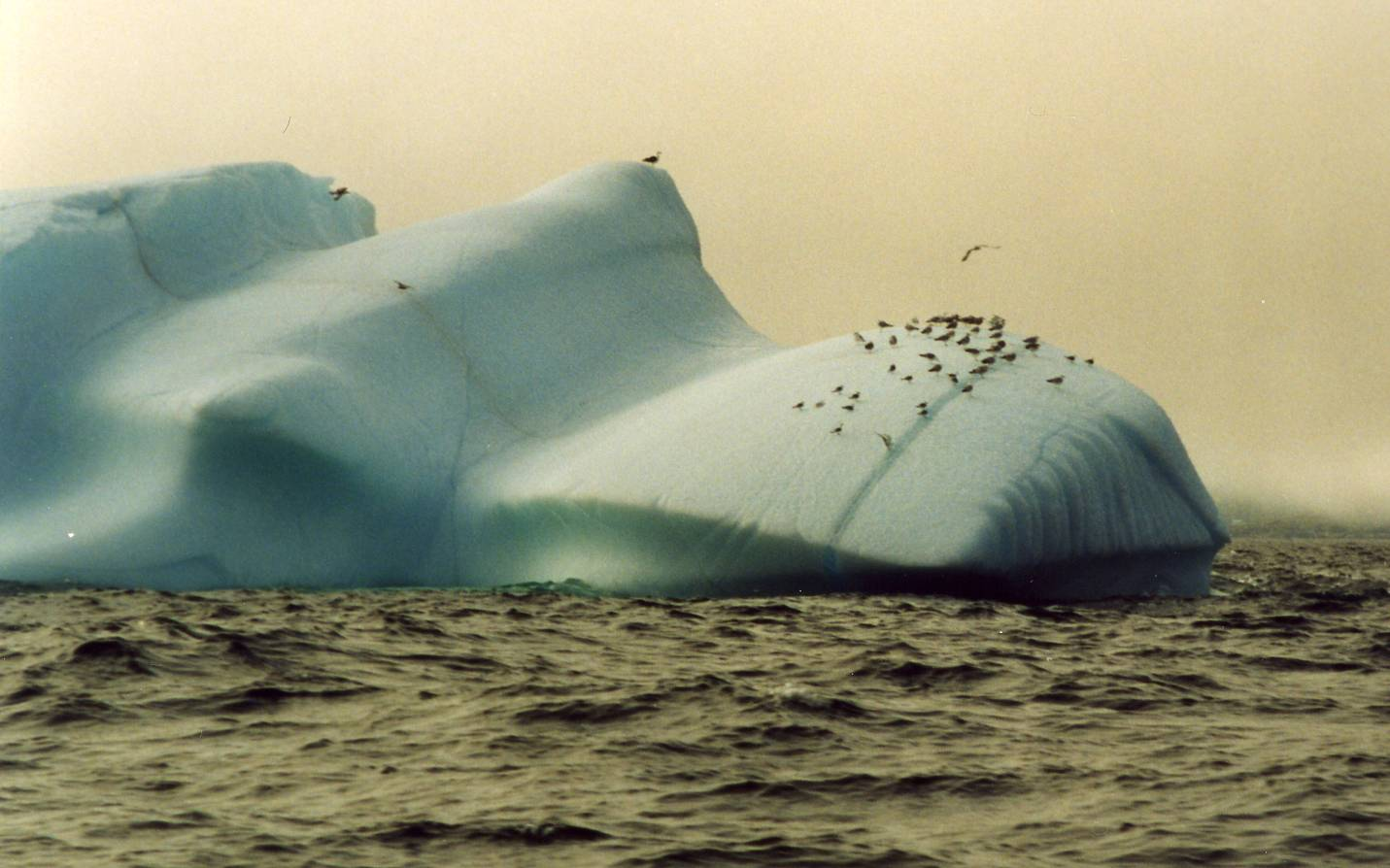
جبل جليدي في ميناء الخليج الأحمر

بين عامي 1550 وأوائل القرن السابع عشر كان الخليج الأحمر ب «بيلة باي» ويعني باللغة الأسبانية خليج الحوت حيث كان مركز الصيادين الباسكيين لصيد الحيتان. أرسل الباسكيين من جنوب فرنسا وشمال أسبانيا 15 سفينة و500 بحار إلى الخليج الأحمر لصيد الحوت الصحيح والحوت مقوس الرأس التي كانت تجوب مياه الخليج آنذاك.
عام 1565 غرقت سفينة يُعتقد أنها سان جوان في الخليج الأحمر خلال عاصفة كما أُستخرجت سُفن أصغر حجماً غارقة في الخليج.كما وجدت سفينة غليون آخرى تحت عُمق 25-35 قدم تحت سطح الماء عام 2004.وهي رابع سفينة عابرة للمحيط يُعثر عليها في المنطقة.
تحوي المقبرة قرب جزيرة سادل على بقايا 140 حوت.كما تضم المقبرة رفات العديد من البحارة ممن قضوا غرقاً أو بسبب البرودة.
يعتقد المؤرخين إن الصياديين هجروا الموقع أوائل القرن السابع عشر بسبب تناقص أعداد الحيتان ويوجد في المنطقة مٌتحف تفسيري يشرح للزوار تأريخ المنطقة.
يعتقد السُكان المحليين إن أحد الخوران الصغيرة المتصلة بالخليج الأحمر يحوي كنزاً غارقاً للقرصان سيْ السُمعة وليام كيد وقد حاول سُكان بلدة كارول كوف استخراج الكنز بتجفيف الخور الصغير لكن المحاولة بائت بالفشل.
يُصنف الموقع ك كموقع تراث وطني كندي. ومنذ 2013 وضع موقع الخليج الأحمر على لائحة التراث العالمي.

## معرض الصور

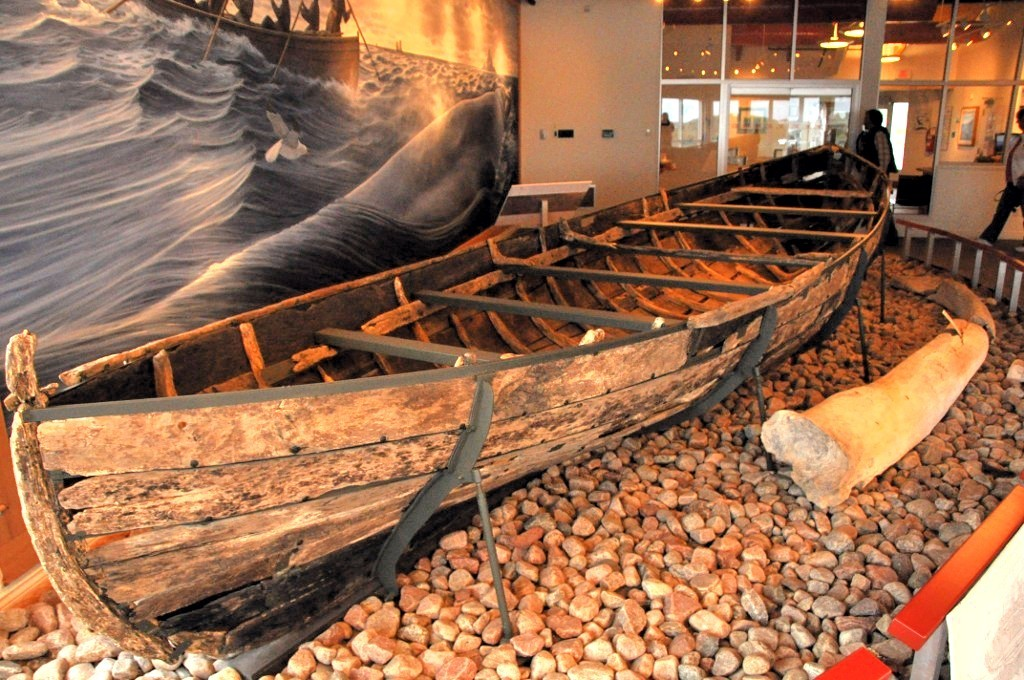
مركب صيد تشالوبا باسكي مستخرج من مياه الخليج الأحمر معروضة في المتحف
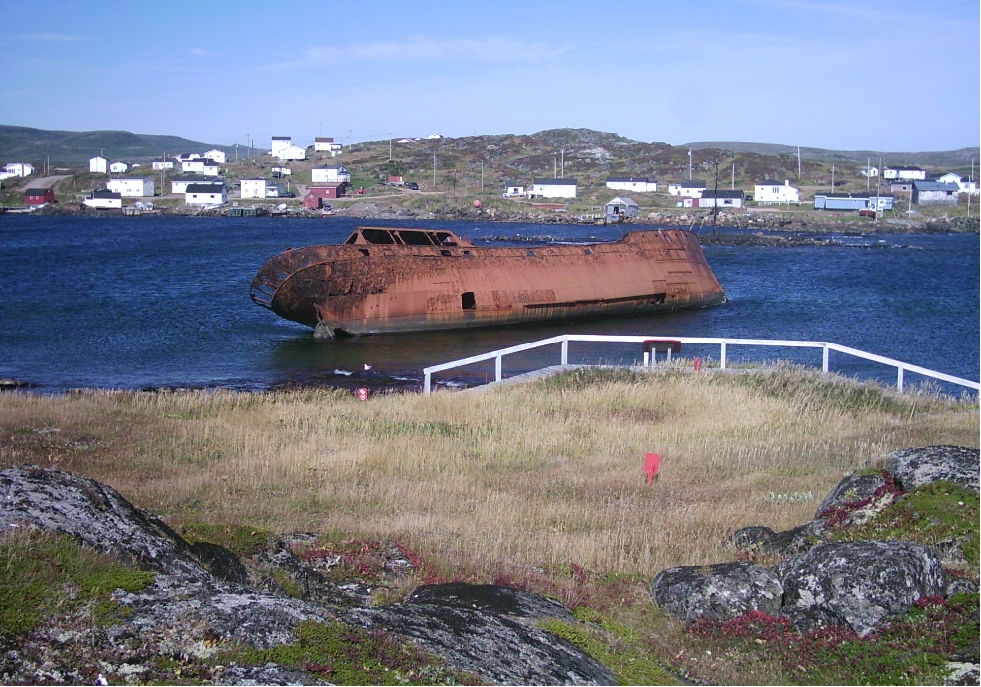
سفينة بيرنيه الغارقة عام 1966 قرب جزيرة سادل
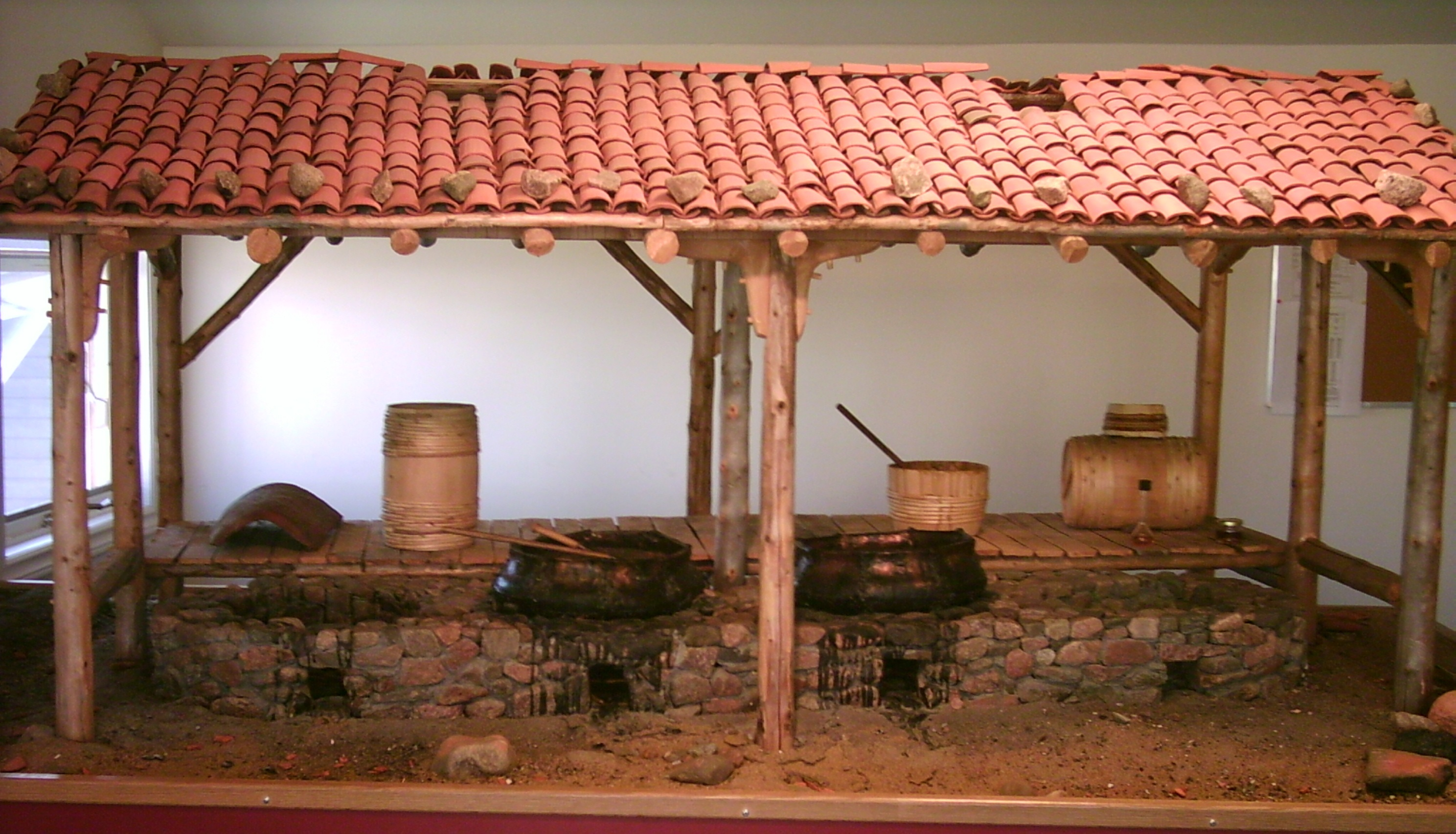
أفران صهر زيت الحوت.
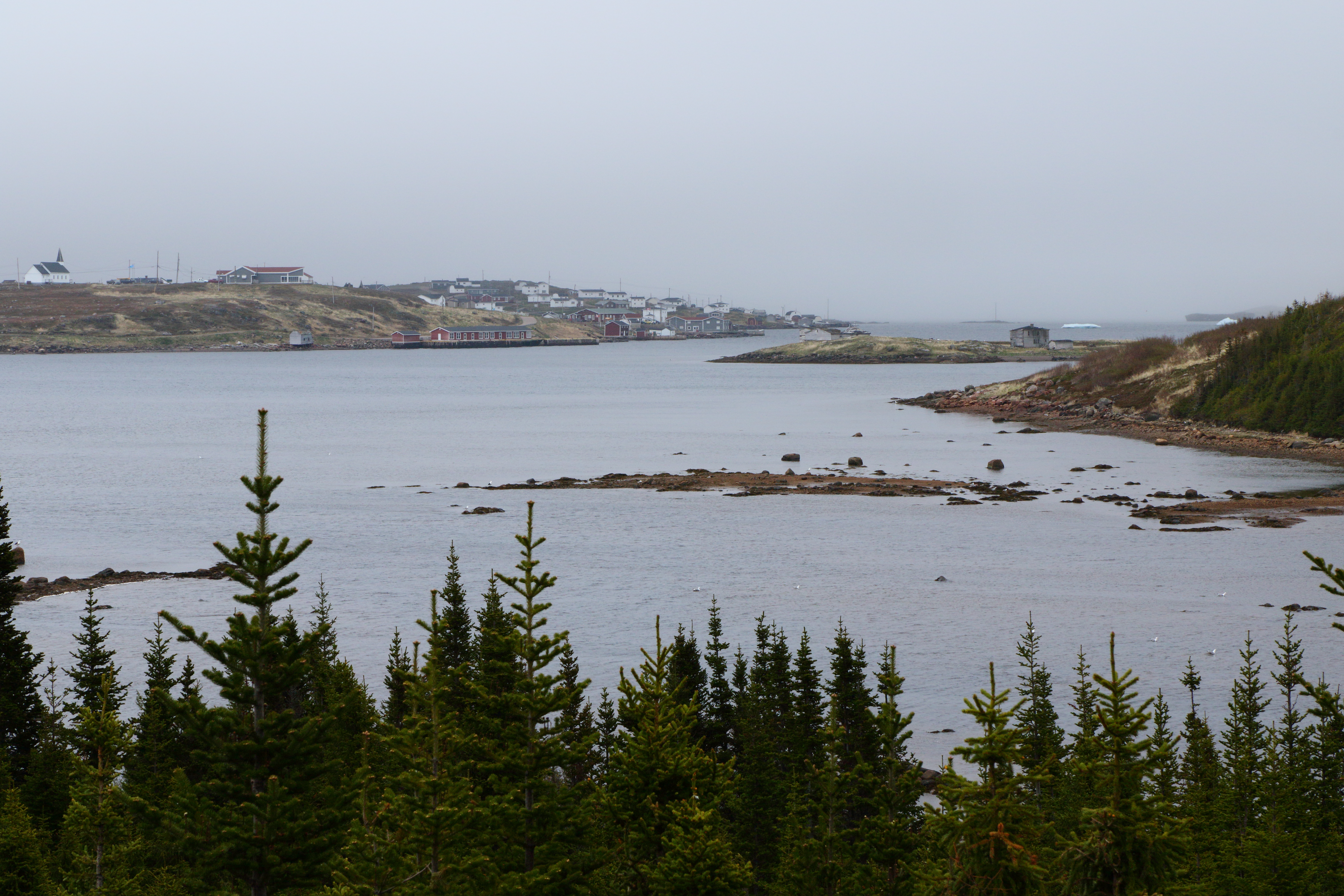
الخليج الأحمر
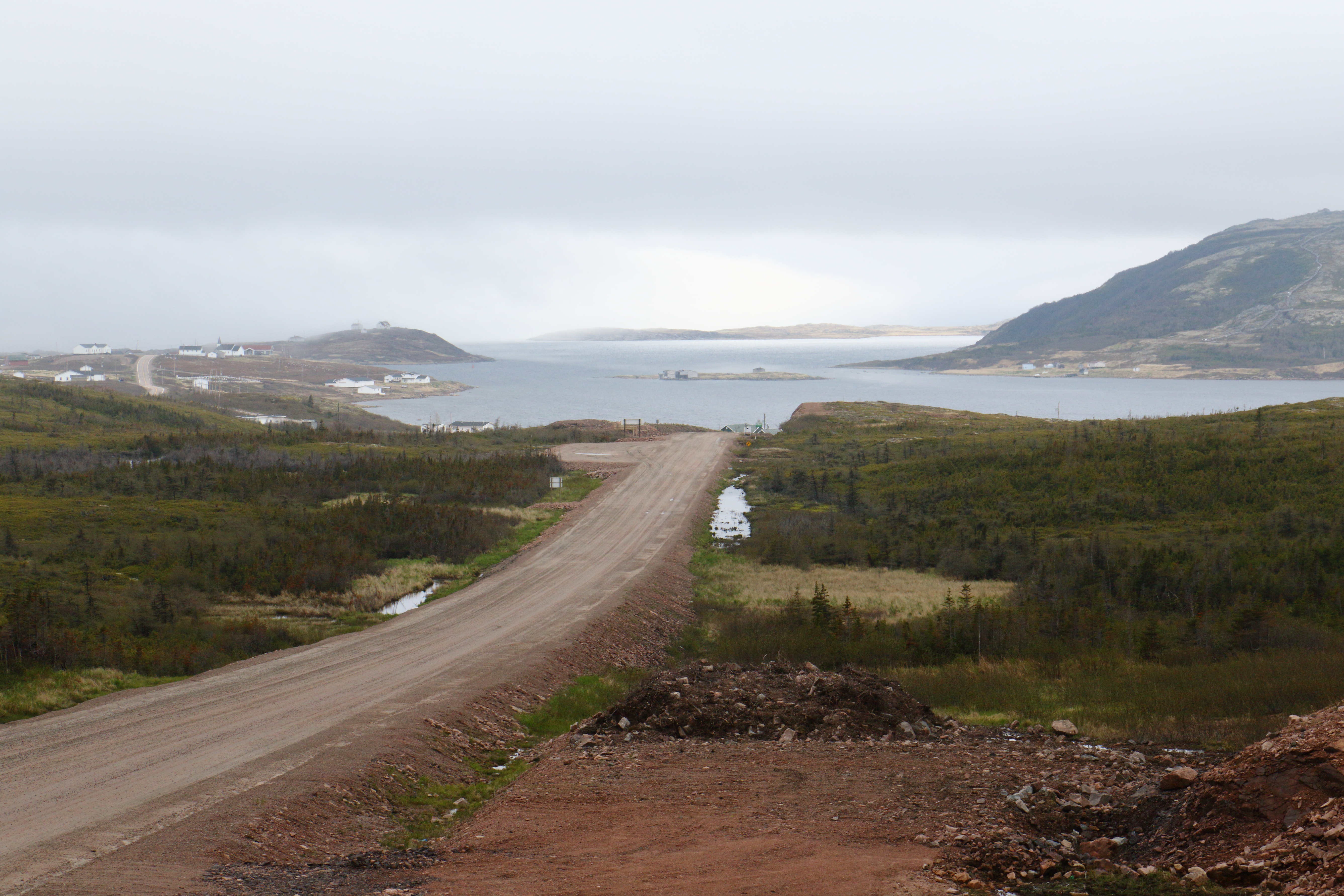
طريق_الخليج الأحمر